# Marek Lemsalu
Marek Lemsalu   (Pärnu, 24 de novembre de 1972) és un exfutbolista estonià de la dècada de 1990.
Fou 86 cops internacional amb la selecció d'Estònia.
Pel que fa a clubs, defensà els colors de Flora, Mainz 05 i Bryne.